# 朱永胜
朱永胜（1977年4月26日—），是已经退役的中国足球运动员，目前是北京人和的助理教练。
朱永胜虽然是大连人，但是朱永胜的职业生涯除了2006年在深圳队外，几乎一直在陕西的球队效力，深得当地球迷的认同。2007年，朱永胜重新返回陕西，成为了陕西中新队的球员，但因为年龄偏大，朱永胜并没有在陕西中新队获得很多的上场机会，从2008年赛季开始，他就兼任助理教练。2009年朱永胜正式结束球员身份，担任陕西队助理教练。